# Sanem Kleff

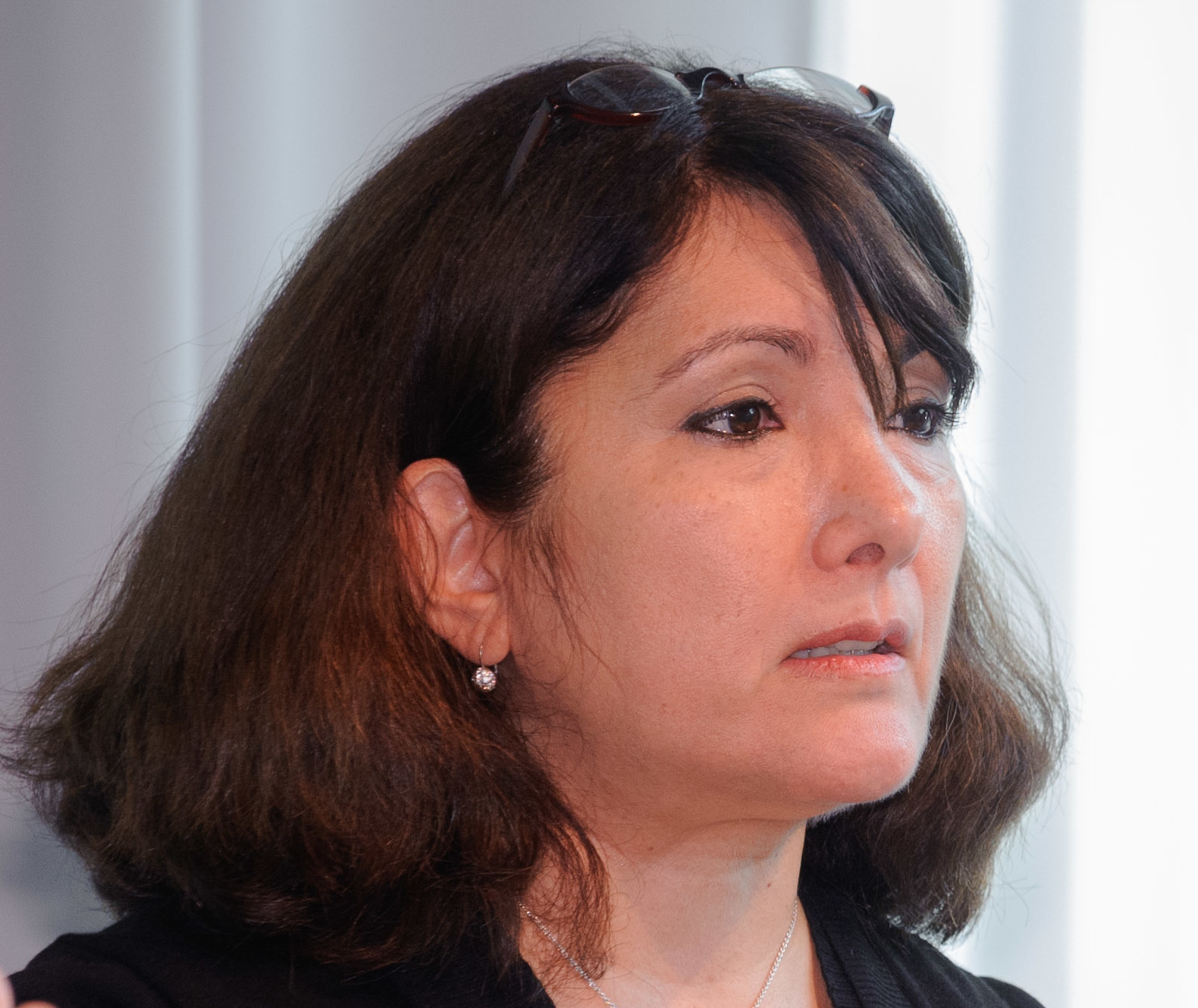
Sanem Kleff, 2012

Sanem Kleff (* 1955 in Ankara) ist eine türkischstämmige deutsche Pädagogin in Berlin.

## Leben und Wirken
Kleff ist in den Hansestädten Bremen und Hamburg sowie in NRW aufgewachsen. Das Studium der deutschen Sprache und Literatur absolvierte sie in ihrer Geburtsstadt Ankara, um danach zunächst als Dolmetscherin und Übersetzerin zu arbeiten. An einer Berliner Hauptschule begann sie ihre Tätigkeit als Lehrerin in Migranten-Schulklassen. In den Bereichen interkulturelle Pädagogik und „Pädagogen gegen Rechtsextremismus“ arbeitete sie zudem bis 2003 am Berliner Institut für Lehrerfortbildung. Außerdem hatte sie verschiedene Ämter in der Gewerkschaft Erziehung und Wissenschaft Berlin inne. 2000 übernahm Kleff die Leitung und Neukonzipierung von Schule ohne Rassismus – Schule mit Courage. Seitdem sind nicht nur der Rassismus im klassischen Sinn, sondern alle Formen von Diskriminierung (aufgrund einer Religion, sozialer Herkunft, des Geschlechts, körperlicher Merkmale, der politischen Weltanschauung und der sexuellen Orientierung) in den Projektansatz mit einbezogen. Bis 2015 war Kleff Mitglied im Stiftungsrat der Amadeu Antonio Stiftung und ist Vorstandsvorsitzende von Aktion Courage.
Sie ist auch Autorin und Herausgeberin von Titeln zum Thema interkulturelles Lernen sowie Mitverfasserin der von der Bundeskoordination Schule ohne Rassismus – Schule mit Courage herausgegebenen Publikationen, u. a. zu den Themen Rassismus, Schulsozialarbeit und Rechtspopulismus.

### Öffentliche Diskussion
Sanem Kleff geriet 2008 in die Schlagzeilen, da sie presserechtlich verantwortlich war für das Schülermagazin Q-rage (Titel Selam Deutschland). Im Heft finden sich Anschuldigungen gegen evangelikale Christen. Sie seien intolerant, verfassungsfeindlich, gefährlich und dumm, hieß es dort. Thomas Krüger, der Präsident der Bundeszentrale für politische Bildung, die das Magazin mitfinanziert, hatte sich nach dessen Veröffentlichung von dem Artikel distanzieren müssen.

## Schriften
- Hrsg.: Handbuch Schule ohne Rassismus – Schule mit Courage, Grundstufe, Bonn: Aktion Courage
- 1990: BRD – DDR. Verlag für Interkulturelle Kommunikation, Frankfurt a. M.
- 1995, mit Werner Nowitzki: Handbuch multikulturelle Gesellschaft. Gewerkschaft Erziehung und Wissenschaft, Frankfurt a. M.
- 2005: Hrsg.: Islam im Klassenzimmer. Körber-Stiftung, Hamburg
- 2009, mit Eberhard Seidel-Pielen: Stadt der Vielfalt – Das Entstehen des neuen Berlin durch Migration.[2] Berlin 2009, ISBN 978-3-938352-38-0
- 2011: Schule ohne Rassismus – Schule mit Courage ... kommt gut an in: Mecklenburg-Vorpommern!
- 2015: Handbuch Islam und Schule. Bundeskoordination Schule ohne Rassismus - Schule mit Courage, Berlin
  - Handbuch Lernziel Gleichwertigkeit Sekundarstufe. Wie vor
- 2016: Handbuch Lernziel Gleichwertigkeit Grundstufe. Wie vor
- 2017, mit Norbert Hocke: Die Rolle der Schulsozialarbeit in der Menschenrechtserziehung. Wie vor